# Dixence
Pour les articles homonymes, voir Dixence (homonymie).
La Dixence est une rivière Suisse, dans le canton du Valais, affluent de La Borgne, donc sous-affluent du Rhône.

## Parcours
D'une longueur d'environ 11,5 kilomètres, elle est barrée par le barrage de la Grande-Dixence construit dans le val des Dix. En aval se trouvent les hameaux de Pralong et Mâche. La Dixence rejoint ensuite la Borgne près d'Euseigne en traversant le Val d'Hérémence.